# Dennis Sullivan

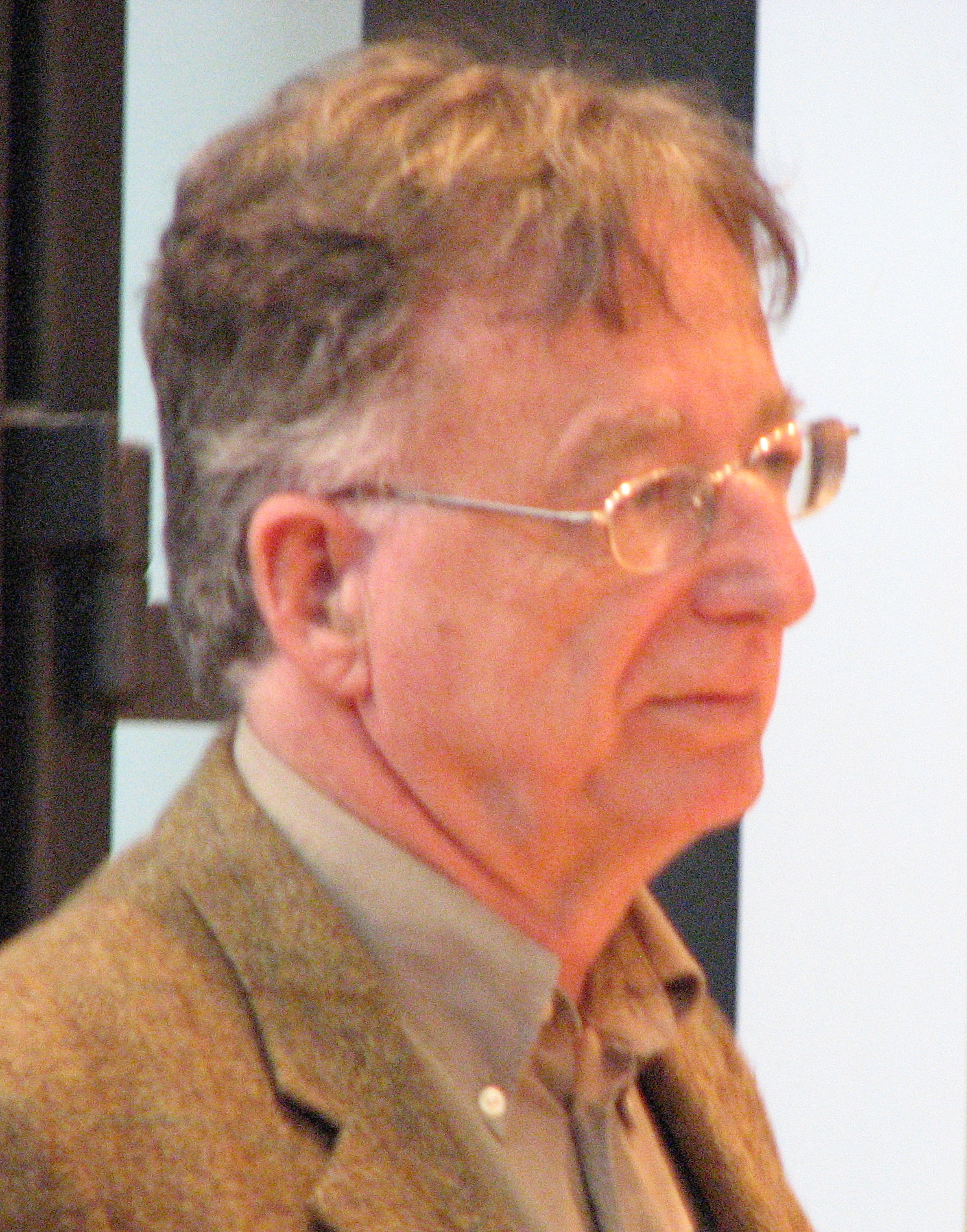
Dennis Sullivan (2007)

Dennis Parnell Sullivan (* 12. Februar 1941 in Port Huron in Michigan) ist ein US-amerikanischer Mathematiker, der sich mit Topologie und dynamischen Systemen beschäftigt. Er ist der Abelpreisträger des Jahres 2022.

## Leben und Wirken
Sullivan wurde 1966 an der Princeton University bei William Browder promoviert (Triangulating homotopy equivalences). Danach war er in Princeton, am Massachusetts Institute of Technology (MIT) und über 20 Jahre lang Mitglied des IHES bei Paris. Zurzeit (Stand 2022) ist er Professor an der Stony Brook University und hat den Albert Einstein Chair am Graduiertenzentrum (Graduate Center) der City University of New York (CUNY) inne.
Sullivan ist mit Browder, Sergei Petrowitsch Nowikow und C. T. C. Wall einer der Begründer der Chirurgietheorie der Zerschneidung topologischer Mannigfaltigkeiten. Er begründete einen geometrischen Zugang zur Homotopietheorie, basierend auf seinem Lokalisierungsprinzip, und mit Daniel Quillen die rationale Homotopietheorie, basierend auf der Theorie der Differentialformen.
Um 1967 widerlegten er und Andrew Casson die „Hauptvermutung“ (von Steinitz und Heinrich Tietze, 1908), die die (bis auf Unterteilung) eindeutige Triangulierbarkeit von triangulierbaren topologischen Mannigfaltigkeiten behauptete. Sie fanden eine Obstruktion in höheren (fünf und mehr) Dimensionen. Für bis zu drei Dimensionen ist sie dagegen richtig (gezeigt von Edward M. Brown 1963). Ein erstes achtdimensionales Gegenbeispiel fand zuvor 1961 John Milnor.
In der Theorie dynamischer Systeme bewies er für die Iteration rationaler Abbildungen der Riemannsphäre 1982 das No-wandering-domain theorem:
Jede Zusammenhangskomponente der Fatou-Menge (des Komplements der Julia-Menge) der Iteration einer rationalen Abbildung mindestens 2. Grades ist periodisch (bei der Iteration transzendenter Funktionen gibt es dagegen wandernde Gebiete).
Die Sullivan-Vermutung besagt, dass der Raum der Abbildungen des klassifizierenden Raumes einer endlichen Gruppe auf einen endlichen CW-Komplex schwach zusammenziehbar ist (das heißt, alle Homotopiegruppen sind trivial). Sie wurde von Haynes Miller bewiesen.
1999 begründete er mit Moira Chas die String-Topologie, die auf der Betrachtung von Zykeln im freien Schleifenraum von Mannigfaltigkeiten beruht, für die eine Multiplikation definiert wird.
Zu seinen Doktoranden zählt Curtis McMullen.

## Auszeichnungen
Auf den Internationalen Mathematikerkongressen (ICM) 1970 in Nizza (Galois symmetry in manifold theory at the primes) und 1974 in Vancouver (Inside and Outside Manifolds) war Sullivan Invited Speaker. 1971 erhielt er den Oswald-Veblen-Preis, 1981 den Prix Élie Cartan in Geometrie, 1994 den König-Faisal-Preis, 2004 die National Medal of Science und 2006 den Leroy P. Steele Prize. Es folgten 2010 der Wolf-Preis, 2014 der Balzan-Preis und 2022 der Abelpreis („für seine bahnbrechenden Beiträge zur Topologie im weitesten Sinn, und speziell zu ihren algebraischen, geometrischen und dynamischen Aspekten (for his groundbreaking contributions to topology in its broadest sense, and in particular its algebraic, geometric and dynamical aspects)“ – wie es in der Begründung des Komitees hieß).
Sullivan ist Fellow der American Mathematical Society, 1983 wurde er in die National Academy of Sciences, 1991 in die American Academy of Arts and Sciences gewählt. Seit 2011 ist er Ehrenmitglied der Royal Irish Academy und seit 2013 der London Mathematical Society.

## Schriften
- Mit Pierre Deligne, Phillip Griffiths und John Morgan: Real homotopy theory of Kähler manifolds. In: Inventiones Mathematicae. Bd. 29, Nr. 3, 1975, ISSN 0020-9910, S. 245–274, online (PDF; 1,57 MB).
- Cycles for the dynamical study of foliated manifolds and complex manifolds. In: Inventiones Mathematicae. Bd. 36, 1976, S. 225–255, online (PDF; 1,63 MB).
- Infinitesimal computations in topology. In: Institut des Hautes Études Scientifiques. Publications Mathématiques. Bd. 47, Nr. 1, December 1977, ISSN 0073-8301, S. 269–331.
- The density at infinity of a discrete group of hyperbolic motions. In: Institut des Hautes Études Scientifiques. Publications Mathématiques. Bd. 50 (1979), 171–202, online (PDF; 3,1 MB).
- On the ergodic theory at infinity of an arbitrary discrete group of hyperbolic motions. In: Irwin Kra, Bernard Maskit (Hrsg.): Riemann surfaces and related topics. Proceedings of the 1978 Stony Brook Conference (= Annals of Mathematics Studies. Bd. 97). Princeton University Press, Princeton NJ 1981, ISBN 0-691-08264-2, S. 465–496.
- Mit Ricardo Mañé, Paulo Sad: On the dynamics of rational maps. In: Annales Scientifiques de l’École Normale Supérieure. Série 4, Bd. 16, Nr. 2, 1983, ISSN 0012-9593, S. 193–217. online (PDF; 2,68 MB).
- Entropy, Hausdorff measures old and new, and limit sets of geometrically finite Kleinian groups. In: Acta Mathematica. Bd. 153, Nr. 1, 1984, ISSN 0001-5962, S. 259–277, online (PDF; 780 kB).
- Quasiconformal Homeomorphisms and Dynamics.

I: Solution of the Fatou-Julia Problem on Wandering Domains. In: Annals of Mathematics. Serie 2, Bd. 122, Nr. 2, 1985, ISSN 0003-486X, S. 401–418.
II: Structural Stability Implies Hyperbolicity for Kleinian Groups. In: Acta Mathematica. Bd. 155, Nr. 1, 1985, S. 243–260, online (PDF; 859 kB).
III: Mit Curtis McMullen: The Teichmüller Space of a Holomorphic Dynamical System. In: Advances in Mathematics. Bd. 135, Nr. 2, 1998, ISSN 0001-8708, S. 351–395, online (PDF; 360 kB).
- Geometric topology Localization, periodicity and Galois symmetry. The 1970 MIT notes (= K-Monographs in Mathematics. Bd. 8). Edited and with a preface by Andrew Ranicki. Springer, Dordrecht 2005, ISBN 1-4020-3511-X.
- Mit Moira Chas: String Topology. 2008, ArXiv.